# Leiognathus
Leiognathus – rodzaj ryb z rodziny mydliczkowatych.

## Zasięg występowania
Ocean Indyjski i zachodnie rejony Oceanu Spokojnego.

## Klasyfikacja
Gatunki zaliczane do tego rodzaju:
| - Leiognathus berbis - Leiognathus bindoides - Leiognathus brevirostris - Leiognathus edwardsi - Leiognathus equulus - mydliczek ekwula - Leiognathus oblongus - Leiognathus parviceps - Leiognathus robustus - Leiognathus striatus |